# Hydropsyche machaon
Hydropsyche machaon là một loài Trichoptera trong họ Hydropsychidae. Chúng phân bố ở miền Cổ bắc.